# Unione Sportiva Pro Italia
L'Unione Sportiva Pro Italia era una società calcistica di Torre Annunziata fondata nel 1913 e fusasi nell'estate del 1920 con l'allora Unione Sportiva Savoia. È stata la prima società di calcio di Torre Annunziata ad iscriversi alla FIGC, ancor prima del Savoia stesso, che si sarebbe affiliato due anni più tardi. I colori sociali erano il rosso ed il blu.

## Storia
L'Unione Sportiva Pro Italia fu fondata ed iscritta alla FIGC nel 1913, per merito dello sportivo torrese Giovanni Guidone'l. Era la componente calcistica della Società Sportiva Pro Italia, impegnata prettamente nelle gare di podismo e ciclismo. Dall'anno dell'affiliazione alla Federazione partecipò nei campionati minori campani, anche durante il periodo bellico. Dopo sei anni di attività, partecipò al campionato di Promozione 1919-1920, che rappresentava il secondo livello calcistico italiano. Fu immesso nel girone B del raggruppamento campano, insieme a Salernitana, Juve Stabia ed ai cugini del Savoia. Perse tutte e sei le gare giocate, vantando all'attivo solo due reti contro le ventuno incassate.

## Presidenti

Articolo de La Gazzetta dello Sport sulla Pro Italia del 9 dicembre 1919